# Рольф
Компания «Рольф» — один из крупнейших автодилеров России. Основана 5 августа 1991 года. Штаб-квартира — в Москве. Занимается продажей новых автомобилей и автомобилей с пробегом, а также автомобильных аксессуаров, сервисным обслуживанием, оказывает услуги по кредитованию и страхованию.

## Владельцы и руководство
С 30 августа 2024 года владельцем группы компаний «Рольф» является российский бизнесмен Умар Кремлёв.
До 2024 года «Рольф» принадлежал кипрской компании Delance Limited, бенефициаром которой является семья основателя «Рольфа» Сергея Петрова.
Генеральным директором «Рольф» с 1 февраля 2017 года по 22 декабря 2023 года являлась Светлана Виноградова, работавшая в компании с 1994 года.
С 22 декабря 2023 года по 22 марта 2024 года компанию возглавлял Алексей Гуляев.
С 22 марта 2024 года генеральным директором компании является Роман Антонов.
24 февраля 2025 года Светлана Виноградова была назначена на должность генерального директора.
В конце 2023 года активы «Рольфа» были переданы во временное управление Росимущества. 22 декабря 2023 года Президент Российской Федерации Владимир Путин подписал указ о передаче акций и активов компании под временное управление государства. Эта мера, созданная для фактической национализации активов «недружественных» стран, была таким образом впервые применена в отношении компании, созданной российским бизнесменом. Основатель и владелец компании Сергей Петров, в прошлом депутат Госдумы (известный своей политической деятельностью, подчас шедшей вразрез с официальной позицией Кремля), против которого ещё в 2019 году было заведено уголовное дело по подозрению в незаконных валютных операциях, определил данный шаг как «правовой беспредел и выстрел в ногу государству».
Росимущество получило 660,8 млн обыкновенных акций «Рольфа», принадлежащих кипрской Delance Limited, и 15 198 акций «Рольфа», принадлежащих «Рольф Моторс».
Также под временное управление Росимущества перешли доли в «Рольф Моторс», «Рольф Эстейт Санкт-Петербург» и «Рольф Тех».
Основатель и владелец компании Сергей Петров назвал случившееся «правовым беспределом и выстрелом в ногу государству».
В январе 2024 года Генпрокуратура обратилась в Московский районный суд Санкт-Петербурга с иском о национализации компании. Предполагалось обратить в доход государства 100 % акций «Рольфа». Основанием для этого назвали совмещение владельцем автодилера депутатской и бизнес-деятельности. 21 февраля Московский районный суд Санкт-Петербурга удовлетворил иск.
2 сентября 2024 года «Рольф» заявил о смене собственника компании — вместо Росимущества им стал чиновник Умар Кремлёв. Он сообщил о намерении «Рольфа» выйти на федеральный уровень, расширив работу в регионах.

## Деятельность
Первый дилерский центр «Рольф» был открыт в Москве в 1991 году. Продажи автомобилей компания начала в 1992 году в статусе официального дилера Mitsubishi.
Компания продаёт как новые автомобили, так и автомобили с пробегом. На последние приходится большая часть её бизнеса. Географически компания работает преимущественно в Москве и Санкт-Петербурге.
По состоянию на октябрь 2024 года дилерская сеть компании включала 51 шоурум в Москве и Санкт-Петербурге и 3 мегамолла авто с пробегом. Согласно данным с сайта компании, в её портфель входят около 50 автомобильных брендов.
Помимо продажи автомобилей, «Рольф» производит их техническое обслуживание и ремонт.
Компания имеет собственную торговую марку автозапчастей — РОСПАРТ. Также планирует запустить шинное производство, а в 2026 году — выпустить автомобиль своего бренда.
По данным рейтинга «Эксперт РА», «Рольф» занимает 46-е место среди крупнейших компаний России по объёму реализации продукции (по состоянию на 2022 год).

### Показатели деятельности
Количество новых автомобилей и автомобилей с пробегом, реализованных за год (физическим и юридическим лицам)
| Год   | Продано новых автомобилей | Изменение к прошлому году | Продано автомобилей с пробегом | Изменение к прошлому году |
| ----- | ------------------------- | ------------------------- | ------------------------------ | ------------------------- |
| 2011  | 59 238                    | ▲40 %                     | 9 826                          | ▲10 %                     |
| 2012  | 67 847                    | ▲15 %                     | 12 438                         | ▲27 %                     |
| 2013  | 80 163                    | ▲18 %                     | 18 153                         | ▲46 %                     |
| 2014  | 91 693                    | ▲14 %                     | 24 674                         | ▲36 %                     |
| 2015  | 62 511                    | ▼32 %                     | 22 419                         | ▼9 %                      |
| 2016  | 72 640                    | ▲16 %                     | 33 124                         | ▲48 %                     |
| 2017  | 84 225                    | ▲16 %                     | 48 158                         | ▲45 %                     |
| 2018  | 96 670                    | ▲15 %                     | 64 320                         | ▲34 %                     |
| 2019. | 91 459                    | ▼5 %                      | 68 294                         | ▲6 %                      |
| 2020  | 79 986                    | ▼13 %                     | 65 578                         | ▼4 %                      |
| 2021  | 77 709                    | ▼3 %                      | 93 187                         | ▲42 %                     |
| 2022  | 25 478                    | ▼67 %                     | 74 193                         | ▼20 %                     |
| 2023  | 28 739                    | ▲13 %                     | 102 258                        | ▲38 %                     |

### Рейтинги
В июле 2020 года рейтинговое агентство Moody’s присвоило корпоративный рейтинг (Corporate Family Rating CFR) компании «Рольф» на уровне «B1». Прогноз по рейтингу — «стабильный». В 2022 году рейтинг был отозван в связи с уходом агентства из России.
Рейтинговое агентство «Эксперт РА» в 2018 году присвоило компании рейтинговую оценку ruA- со стабильным прогнозом. Рейтинг был подтверждён в 2019 и 2020 годах, в 2021 повышен до ruA (подтверждён в 2022), в 2023 — до ruA+, а затем понижен до ruA в 2024 и до ruBBB+ в 2025 году.

## История развития компании
Летом 1991 года бывший военный лётчик Сергей Петров и его партнёры основали компанию «Рольф», специализирующуюся на услугах такси и проката автомобилей. В автопарк компании входили только иномарки, что выделяло её среди конкурентов. Датой основания компании считается 5 августа — в этот день она открыла первую в России официальную станцию технического обслуживания Mitsubishi Motors.
Несколько месяцев спустя компания была назначена официальным сервисным партнёром Mitsubishi Motors, став первым официальным дилером Mitsubishi Motors Corporation (MMC) на постсоветском пространстве.
В 1992 году «Рольф» начал продажи новых автомобилей Mitsubishi, в течение года реализовано 109 автомобилей.
В 1995 году открыт второй дилерский центр Mitsubishi — «Рольф Диамант».
В 1997 году «Рольф» начал поставки автомобилей Hyundai в Россию.
В 2004 году «Рольф» стал дилером Mazda. Открыты дилерские центры «Рольф Восток» на Рязанском проспекте (представлены бренды Mitsubishi и Hyundai) и «Рольф Химки» (Ford, Hyundai, Mitsubishi и Mazda).
В 2005 году открыт новый дилерский центр «Рольф Алтуфьево», где представлены автомобили Hyundai.
В 2006 году открыты первые дилерские центры Mercedes-Benz в Москве и Peugeot в Санкт-Петербурге.
В 2007 году открыт дилерский центр «Рольф Лахта» в Санкт-Петербурге (представлены бренды Peugeot и Mazda).
В 2008 году «Рольф» получил право дистрибуции Mitsubishi в Таджикистане, Киргизии и Казахстане.
Весной 2008 года компания стала крупнейшим дистрибьютором Mitsubishi в мире — в мае «Рольф» продал в России 13,9 тыс. автомобилей этого бренда. Таким образом Россия обогнала по объёмам продаж Mitsubishi весь рынок Северной Америки (США, Канада, Мексика).
В течение 2008 года «Рольф» приобрел дилерскую компанию «Автопрайм», логистическую компанию «Элит Транс» и банк «Капитал-Москва».
В марте 2009 года компания закрыла дилерский центр Peugeot в Санкт-Петербурге. В том же году портфель брендов был расширен за счёт Škoda.
В 2010 году компания открыла один из крупнейших дилерских центров Toyota в Европе — «Тойота Центр Ясенево». Toyota стал десятым брендом в портфеле «Рольф».
В 2011 году открыт дилерский центр «Лексус Ясенево», где представлены автомобили Lexus.
В 2012 году «Рольф» вошёл в топ-20 рейтинга Forbes крупнейших непубличных компаний России. Компания заняла 16-е место с показателем объёма выручки почти в 120 млрд рублей (по итогам 2011 года).
Также осенью 2012 года компания открыла дилерский центр Jaguar Land Rover в Санкт-Петербурге, где представлены автомобили Land Rover и Jaguar.
В 2013 году «Рольф» занял 31-е место рейтинга Forbes крупнейших частных компаний России с показателем объёма выручки в 144,5 млрд рублей (по итогам 2012 года). Среди компаний из сферы авторетейла «Рольф» занял самую высокую позицию.
В том же году портфель компании пополнился брендами Porsche, Chrysler, Jeep и Dodge. Были открыты дилерские центры брендов Porsche и Chrysler/Jeep в Москве.
В 2014 году компания начала сотрудничество с Alfa Romeo через дилерскую сеть «Крайслер».
В начале 2016 года стало известно о намерении компании «Рольф» консолидировать московский холдинг «Пеликан-Авто». К марту сделка была завершена, став первой сделкой слияния на российском рынке авторетейла. Сделка позволила «Рольфу» добавить в портфель два новых бренда — BMW и Nissan и открыть две новые локации — «Рольф Вешки» и «Рольф Дмитровка».
Весной 2017 года компания открыла новый дилерский центр BMW Motorrad в Москве, представляющий собой шоу-рум по продаже мотоциклов BMW. Через некоторое время направление продажи мототехники в «Рольф» было закрыто одновременно с дилерским центром BMW Motorrad.
Летом того же года был открыт центр продажи и обслуживания коммерческого транспорта Ford в Химках, а портфель компании пополнился брендом Volkswagen.
В ноябре 2017 года «Рольф» открыл первый в России бутик BMW на улице Большая Якиманка в Москве, реализующий эксклюзивные версии автомобилей BMW. Открытие обошлось компании почти в 100 млн рублей.
В 2017 году «Рольф» стал финалистом в трёх номинациях премии «Росавтодилер-2017», проводимой ассоциацией «Российские автомобильные дилеры». Компания была признана лучшим дилерским холдингом России по мнению производителей автомобилей.
В 2018 году компания открыла первый дилерский центр KIA.
Весной 2019 года «Рольф» открыл первый мегамолл для продажи автомобилей с пробегом.
В 2019 году «Рольф» стал финалистом в нескольких номинациях премии «Росавтодилер-2019». Компания второй раз была признана лучшим дилерским холдингом России по мнению производителей автомобилей.
В июне 2020 года «Рольф» вошёл в список системообразующих предприятий.
Летом 2021 года «Рольф» открыл второй мегамолл для продажи автомобилей с пробегом — «Рольф Юго-Восток» в Москве.
В конце 2021 года компания открыла дилерский центр Chery.
В декабре 2021 года генеральный директор «Рольф» Светлана Виноградова объявила в интервью Bloomberg о намерении автодилера выйти на IPO во второй половине 2022 года. Позже стало известно, что компания может быть приобретена ГК «Ключавто».
В апреле 2022 года сделка о приобретении дилерской сети «Рольфа» была приостановлена на неопределенный срок, впоследствии она так и не была «разморожена».
Весной 2022 «Рольф» открыл третий мегамолл по продаже автомобилей с пробегом — «Рольф Аэропорт» в Санкт-Петербурге.
В мае 2022 года «Рольф» зарегистрировал дочернюю компанию — «РольфТех». Она специализируется на разработке и внедрении различных IT-решений.
Во второй половине 2022 года в портфель брендов компании были добавлены китайские марки Evolute и Voyah. Тогда же «Рольф» стал официальным дилером бренда OMODA и открыл дилерский салон Exeed.
В конце 2022 года «Рольф» стал официальным дилером бренда «Москвич»; позже, весной 2023 года, дилерские центры «Москвич» были открыты в двух локациях «Рольф» в Москве — компания начала продавать одновременно классические автомобили марки и электромобили.
Весной 2023 года компания стала официальным дилером китайских брендов KAIYI и BAIC.
В октябре 2023 года компания заключила дилерское соглашение с HAVAL, дилерский центр бренда открыт в «Рольф Юг».
22 декабря 2023 года президент России Владимир Путин включил компанию в список компаний с иностранным участием, находящихся под временным управлением российского государства.
В сентябре 2024 года стало известно, что компания больше не входит в этот список, а её новым владельцем стал бизнесмен Умар Кремлёв.
В октябре 2024 года «Рольф» заявил, что планирует развиваться как экосистема на базе единой IT-платформы компании. Также компания сообщила о планах провести IPO.